# 永源能源
永源能源（英語：Eversource Energy），是美國一家上市的財富500強能源公司，總部位於康乃狄克州哈特福德和麻薩諸塞州波士頓，擁有多家受監管的子公司，為康乃狄克州、麻薩諸塞州和新罕布夏州約400萬客戶提供零售電力、天然氣服務和供水服務。
該公司的前身為創立於1966年的東北公共事業（Northeast Utilities），在2012年與總部位於波士頓的NSTAR合併後，東北公共事業在新英格蘭擁有超過4,270英里的輸電線路、72,000英里的配電線路和6,459英里的天然氣管道。
2015年2月2日，該公司及所屬分支機構更名為永源能源。2015 年2月19日，股票代碼從“NU”更改為“ES”。